# Wanda Austin

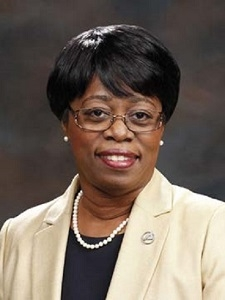
Wanda Austin (2015)

Wanda M. Austin (* 1954 in New York City) ist eine US-amerikanische Raumfahrtingenieurin. Sie war Präsidentin und CEO des Forschungs- und Beratungsinstituts The Aerospace Corporation. Sie war die erste Frau und die erste Afroamerikanerin, die diese Position innehatte. Austin war auch Interimspräsidentin der University of Southern California.
Austin hat in zahlreichen vom Weißen Haus beauftragten Gremien und Ausschüssen mitgewirkt und wurde für ihre Beiträge zum Ingenieurwesen, zur Luft- und Raumfahrttechnik und zur Förderung der MINT-Fächer ausgezeichnet.

## Kindheit und Studium
Austin wurde in der Bronx in New York City geboren. Sie machte ihren Abschluss an der Bronx High School of Science. Sie erwarb einen Bachelor-Abschluss in Mathematik am Franklin & Marshall College und einen Master-Abschluss in Systemtechnik und Mathematik (1977) an der University of Pittsburgh. Im Jahr 1988 promovierte sie an der University of Southern California mit einer Dissertation mit dem Titel „Understanding Natural Language in the Application of System Dynamics Modeling“. Austin erläutert ihre Arbeit im MILSAC-Programm (Military Satellite Communications) der Aerospace Corporation.

## Karriere
Nach ihrem Master-Abschluss nahm Austin eine Stelle bei Rockwell International in Kalifornien an, wo sie als technische Mitarbeiterin mit Raketensystemen arbeitete. Austin kam 1979 zu The Aerospace Corporation, wo sie zahlreiche leitende Management- und Führungspositionen innehatte, darunter die des Senior Vice President der Engineering and Technology Group des Unternehmens. Von 2004 bis 2007 war sie Senior Vice President der National Systems Group bei Aerospace, bevor sie am 1. Januar 2008 die Rolle des CEO übernahm. Sie war zehn Jahre lang als CEO tätig und ging am 1. Oktober 2016 in den Ruhestand.
Im Jahr 2009 war Austin Mitglied des U.S. Human Space Flight Plans Committee. Im darauffolgenden Jahr wurde sie in den Wissenschaftsausschuss des US-Verteidigungsministeriums berufen und 2014 wurde sie Mitglied des NASA-Beirats, beides im Auftrag des Weißen Hauses. Im Jahr 2015 wurde Austin von Präsident Barack Obama als Mitglied des President’s Council of Advisors on Science and Technology (PCAST) ausgewählt.
Im Dezember 2017 war Austin Mitbegründerin von MakingSpace, Inc. einem Beratungsunternehmen für Führung und MINT-Förderung, wo als CEO tätig ist.
Am 7. August 2018 wurde Austin nach dem Rücktritt von C. L. Max Nikias zur Interimspräsidentin der University of Southern California ernannt bis Carol Folt 2019 Präsidentin wurde. Als Anerkennung für ihre Führungsrolle in dieser turbulenten Zeit hat die Universität ein Stipendium in ihrem Namen gestiftet. Derzeit ist sie Treuhänderin und außerordentliche Professorin an der Viterbi School of Engineering der University of Southern California.
Austin ist Mitglied des California Council on Science and Technology, der National Academy of Engineering, der American Academy of Arts and Sciences, der International Academy of Astronautics und ein Fellow des American Institute of Aeronautics and Astronautics. Sie ist Beraterin der World 50 und fördert den Austausch unter den Führungskräften einiger der größten Unternehmen der Welt. Zuvor war sie Mitglied des Verwaltungsrats der Space Foundation und des Kuratoriums der National Geographic Society.
Sie ist weiterhin Mitglied des Verwaltungsrats der Chevron Corporation, von Amgen Inc. und Virgin Galactic Holdings Inc. sowie der Horatio Alger Association und der National Academy of Engineering und ist Treuhänderin auf Lebenszeit für die University of Southern California. Seit Mai 2022 ist sie Lead Director der Chevron Corporation und Vorsitzende des Chevron Board Nominating and Governance Committee.

## Veröffentlichung
In 2016 veröffentlichte Austin ein Buch mit dem Titel Making Space: Strategic Leadership for a Complex World (ISBN 978-1-5348-7818-1).

## Preise und Auszeichnungen
- National Intelligence Medallion for Meritorious Service[16]
- Air Force Scroll of Achievement[16]
- National Reconnaissance Office Gold Distinguished Service Medal[16]
- Robert H. Herndon Black Image Award von The Aerospace Group
- 2007: Aufnahme in die Women in Technology International Hall of Fame[17]
- 2009: Black Engineer of the Year[18]
- 2010: von Braun Award des American Institute of Aeronautics and Astronautics für herausragende Leistungen im Management von Raumfahrtprogrammen[19]
- 2012: Horatio Alger Award[6]
- 2012: Peter B. Teets Industry Award der National Defense Industrial Association[20]
- 2018: Presidential Medallion der University of Southern California[5][21]